# Martin Schoultz von Ascheraden

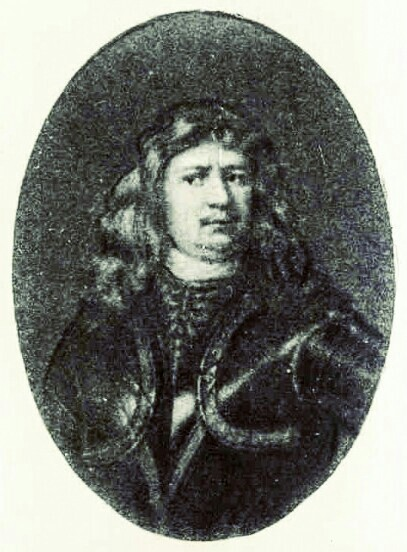
Martin Schoultz von Ascheraden

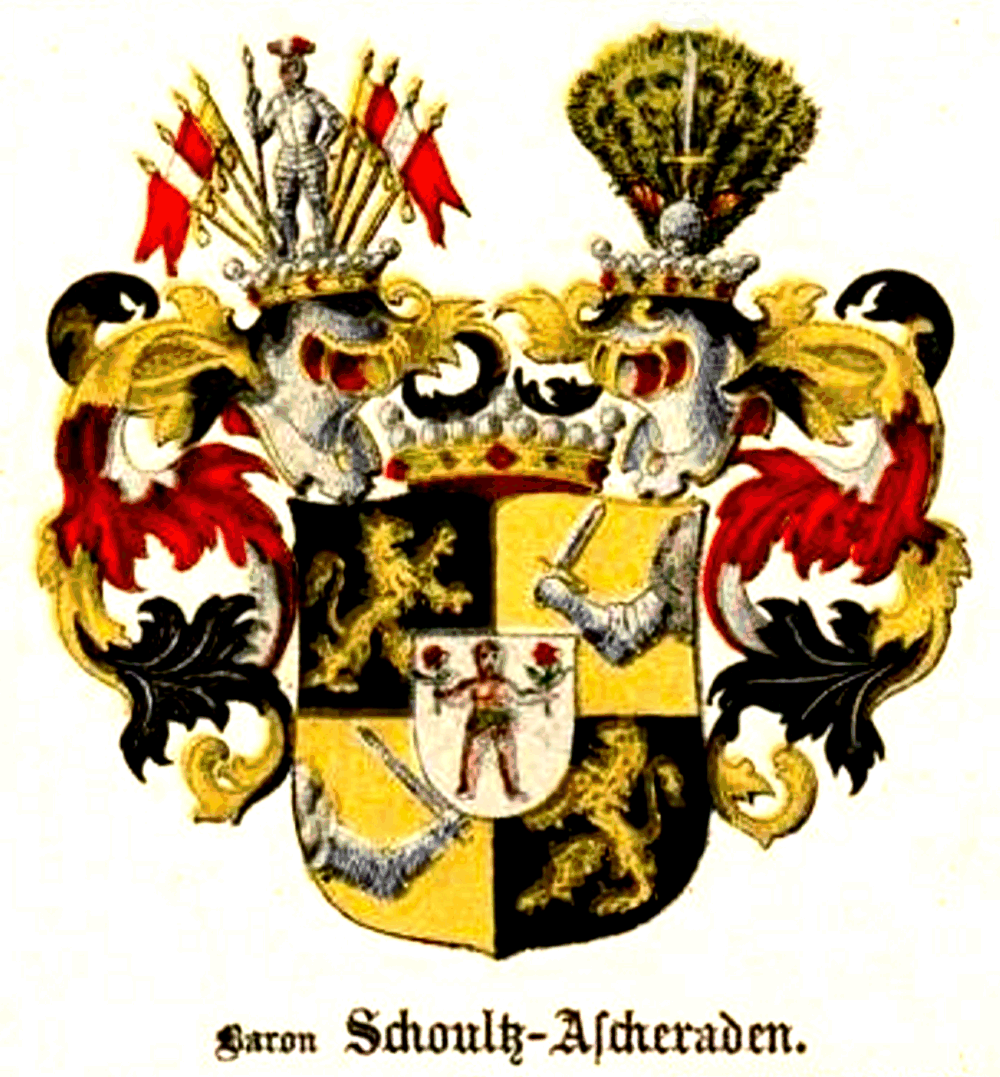
Familienwappen der Freiherren Schoultz von Ascheraden

Martin Schoultz von Ascheraden, bekannt als Freiherr Schulz, Herr auf Ascheraden oder Marten Schoultz von Ascheraden (* 12. Juni 1617; † 16. März 1682 in Narwa, Estland) war ein schwedisch-baltischer Freiherr, General der Infanterie und schwedischer Gouverneur.

## Geschichte
Der Besitz des Gutes Ascheraden mit Römershof, im heutigen Lettland, wurde 1650 von der schwedischen Königin Christina von Schweden (1626–1689) bestätigt. Martin war bis 1645 im Dienst des schwedischen Leibregiments und wurde dort zum Major befördert. 1649 erfolgte die Beförderung zum Oberstleutnant und 1655 der Eintritt in das De la Gardie-Regiment. Als weitere Güter in Livland kaufte Martin 1651 das Gut Langholm und 1653 das Gut Salubben, die beide in der Nähe von Ascheraden liegen. Ab 1659, nun Oberst, diente er in der Kolonial-Schwadron an der Dünamündung und war ab 1661 deren Kommandant unter gleichzeitiger Beförderung zum Generalmajor. Ab 1674 war er Gouverneur in der Provinz Skåne. Am 18. April 1675 wurde er in den schwedischen Freiherrenstand erhoben und wurde mit der Immatrikulationsnummer 58 im Ritterhaus zu Stockholm eingetragen. Am 10. September 1679 erfolgte die Ernennung zum General der Infanterie. Seine nächste Verwendung als Gouverneur in Narwa und über die Provinz Kexholm begann 1681. Er starb am 16. März 1682 und wurde in Narwa beigesetzt.

## Familie
Martin Schoultz von Ascheraden stammte aus dem ursprünglich böhmischen Adelsgeschlecht von Schoultz. Er folgte in dritter Generation seinem Großvater Hermann Schoultz, der um 1589 nach Livland eingewandert war. Der Vater Martins war Simon Schultz, Herr auf Ascheraden (*um 1588), er erhielt das Schloss Ascheraden durch den schwedischen König Gustav II. Adolf (1594–1632). Martin heiratete in 1. Ehe Anna Magereta Zimmermann († 1664) und in 2. Ehe Elisabeth Gertrud von der Brüggen († 1663). Aus der ersten Ehe erwuchsen folgende Nachkommen:
- Anna Margareta, verheiratet mit Johann Reinhold von Grothusen
- Johann Heinrich Schoultz von Ascheraden (* um 1650), schwedischer Kapitän, ohne Nachkommen
- Gustav Schoultz von Ascheraden (* 1654, † 17. Juli 1677 gefallen in der Schlacht bei Landskrona), ohne Nachkommen
- Carl Friedrich Schoultz von Ascheraden (* 1656 in Ascheraden, † 9. November 1728), schwedischer Leutnant, Landrat in Livland ⚭ in 1. Ehe mit Margareta Cronstjerna († 1708) und in 2. Ehe mit Margareta Gertrud de la Barre († 1725)
- Martin Simon Schoultz von Ascheraden (* 4. Januar 1660, † 3. November 1730), schwedischer Generalleutnant, Gouverneur in Wismar und Stralsund ⚭ Anna Margareta von Kruse († 1738)